# 京葉ガス
- 京葉ガス
- 京葉瓦斯

京葉ガス株式会社（けいようガス、英: KEIYO GAS CO.,LTD.、登記上の商号: 京葉瓦斯株式会社）は、千葉県市川市に本社を置く都市ガスを主力とするエネルギー供給・販売企業である。また、京葉ガスグループの中核企業でもある。
東日本に位置する都市ガス会社の中では、業界最大手の東京ガスに次ぐ規模を誇り、主な営業エリアは千葉県北西部。なお、社名に「京葉」（東京 - 千葉の意）とあるが、東京都内にガスは供給していない。
自社でLNG受入れ基地および都市ガス製造工場を持たないため、東京ガス及び東京電力から導管（東京湾海底を通るパイプライン）を通じて供給している。
企業ブランドメッセージは『つぎの「うれしい!」へ。』

## 沿革
- 1927年 - 田中知一郎が、当社の前身である葛飾瓦斯株式会社を設立。
- 1928年 - 市川町（当時）内の350件の需要家に都市ガス供給を開始。
- 1951年 - 需要家窓口として初の「ガスサービスステーション」（その後サービスショップ）を開設。
- 1955年 - 菊池寛実が資金繰りひっ迫で苦境に立つ京葉ガスの経営を引き受け。
- 1956年 - 原料として千葉県産の天然ガスの受け入れを開始。
- 1958年 - 商号を京葉瓦斯株式会社に変更。
- 1960年 - 石炭によるガス製造を廃止し、原料を全面的に県産天然ガスに転換。
- 1962年 - 東京証券取引所市場第2部に株式を上場。
- 1963年 - 市川工場にコントロールセンターを開設、テレメーター・テレコントロールシステムが稼働。
- 1965年 - 都市ガスの原料に石油系原料（ナフサ）を導入。
- 1968年 - 本社新社屋と菊池寛実記念館が竣工。
- 1970年 - 松戸支社を開設、支社制度を発足。
- 1971年
  - ガスの熱量変更を開始。4C（3,600kcal/m3）から12A（9,200kcal/m3）へ。
  - 市川工場にガス製造設備MRG1号基を設置。以降、2・3号基を順次設置。
- 1972年 - 京和ガス（連結子会社）を設立。
- 1973年 - 代理店制度（サービスショップ）を制定。第1回「ガス展」を開催。
- 1974年 - 市川サービスセンターを開設。料理教室を開講。
- 1977年 - 1971年からの熱量変更作業が完了。市川地区を残し12Aに。
- 1978年 - 原料をナフサからブタンへ転換。
- 1982年 - 12A地区の供給ガスの熱量を変更（9,200kcal/m3から10,400kcal/m3へ）。東京ガスから13Aガスの受け入れを開始。
- 1988年
  - 市川地区の熱量変更を開始。4C（3,600kcal/m3）から12A（10,400kcal/m3）へ。
  - 関東天然瓦斯開発から12Aガスの受け入れを開始。
- 1990年 - 京葉ガス不動産（連結子会社）を設立。
- 1991年
  - シンボルマークを制定。社名（通称）を「京葉瓦斯」から「京葉ガス」に改称。
  - 供給監視指令センターを開設、24時間365日の安定供給体制を強化。
- 1993年 - 12Aから13A（11,000kcal/m3）への熱量変更を開始。
- 1996年4月25日 - 1993年からの熱量変更が完了し、供給区域はすべて13Aに[2]。
- 1998年 - 大地震発生による二次災害の未然防止を図るため、「地震防災システム」を稼働。
- 1999年 - 天然ガス自動車へのガス充填所「市川エコ・ステーション」を開設。
- 2002年 - KGカスタマーサービス（連結子会社、現・京葉ガスカスタマーサービス）を設立。
- 2003年 - 家庭用コージェネレーションシステム「エコウィル」の販売開始。
- 2006年
  - 供給ガスの標準熱量を引き下げ（46.04655MJ/m3から45MJ/m3へ）。
  - 市川工場の稼働を停止。
  - 東京電力からの天然ガス受け入れを開始。防災供給センターが本格稼働。
- 2010年
  - 家庭用燃料電池コージェネレーションシステム「エネファーム」の販売開始。
  - 太陽光発電システムの販売開始。
  - 総延長52kmの第二中央幹線が全線開通。
- 2013年 - 2MW級の「白井太陽光発電所（白井市）」が完成。
- 2014年 - 特定規模電気事業者として自社およびグループ会社の施設に電力の供給を開始[3]。
- 2015年 - 日本政策投資銀行の「DBJ BCM格付」で最高ランクを取得。
- 2016年 - 小売電気事業者として経済産業省に登録。家庭用、業務用の低圧需要家へ電力供給を開始。
- 2017年 - ガス小売り全面自由化（導管事業・小売事業の会計分離）。
- 2018年 - 大多喜ガスと共同でのLNGパイプライン建設・運営会社「なのはなパイプライン」設立[4]。
- 2021年  これまでのガス、電気を中心としたエネルギー事業を基盤に、生活全般にわたりサービスを提供していく「総合生活産業事業者」へ進化することを目指し、同年1月より、コーポレートロゴ・メッセージを一新。
  - 1月13日から1年間の予定で新京成電鉄の8806編成が、ラッピング広告車として運行されている[5]。また、船橋新京成バス（習志野、鎌ヶ谷営業所）や、京成バス（松戸、市川営業所）、京成トランジットバス（市川営業所）、東武バスイースト（沼南営業所）の路線バスにもラッピング広告バス（計6台）が運行されている。こちらも1年間の運行予定。

## 主な商材・事業
- 都市ガス及び主要ガス機器の販売
- 京葉ガスのでんき（2016年7月より販売開始）
- 大口需要家向けのエネルギー総合提案サービス
- 主に業務用向けであるGHP（ガスヒートポンプ）の販売及びメンテナンス
- 業務用CGS（コージェネレーションシステム）の販売及びメンテナンス
- 都市ガス検知機能を中心とした警報器、ホームセキュリティ（全日警と提携）
- 家庭用燃料電池「エネファーム」
- ガスエンジン発電給湯器「エコウィル」
- 太陽光発電システム
- ガスを中心とした料理教室

上記の他に介護事業にも進出するべく、介護事業をコアとする企業（株式会社アクセス）を京葉ガスグループに迎えている。

## 京葉ガスグループ
以下の会社を「京葉ガスグループ」として対外的に公表している。
事業内容は多岐に渡り、京葉ガスグループ各社を主な取引先とする一方で、活発にグループ外へ外販活動を行っている企業も多い。
- 京和ガス株式会社
  - 流山市を中心とする、都市ガス・LPガスの供給、ガス工事の設計施工
  - ガス機器の販売、ガス冷暖房設備の設計・施工
- 京和住設株式会社
  - ガス機器・住宅設備機器・省エネ機器（太陽光発電・エネファーム・蓄電池）の販売・取付・修理
  - 給排水衛生設備工事、リフォーム事業
  - 「富士の湧水」 宅配事業
- 株式会社ケイハイ
  - 都市ガスの配管工事、給排水・衛生設備工事  空調・電気設備工事、上下水道工事、ガス機器・住宅機器販売、改良土製造販売リフォーム事業
- 株式会社京葉KSテック
  - 計器類の製造・修理・販売
  - 空調給排水衛生設備工事・ＧＨＰ工事・空調設備のメンテナンス・空調設備機器のリース及びエネルギー受託サービス
- 京葉都市開発株式会社
  - 建築工事全般、宅地造成工事、道路舗装工事
  - 河川改良工事、上下水道工事、リフォーム事業、不動産事業
- 日本技建株式会社
  - 水処理機器の製造・販売・メンテナンス、水処理施設・汚泥処理施設等の設計・施工
  - 環境関連施設のエンジニアリング業務、高分子凝集剤・化学工業薬品の販売
- 京葉ガスリキッド株式会社
  - 液化石油ガスの製造・供給・販売
  - ガス機器・住宅設備機器の販売、ガス空調機器の設計・施工・管理、リフォーム事業
  - 天然水の宅配・販売、ゴルフ場・ゴルフ練習場の運営
- かもめガスネット・サービス株式会社
  - 配送（LPガス・一般）、LPガス充填所の運営管理
  - LPガス設備の設計・施工・維持管理・保安業務
  - 各種ガスプラント（冷暖房設備含む）の設計・製作・施工・メンテナンス
- 株式会社フジコム
  - 秘書代行業務
  - テレマーケティング業務（インバウンド［受信］・アウトバウンド［発信］）
  - デザイン関連業務、録音サービス業務、電話応対研修業務
- 京葉住設株式会社
  - ガス機器・住宅設備機器の販売・施工・メンテナンス、ガス工事・空調工事・給排水
  - 衛生設備工事・水道設備工事の設計・施工・監理
  - 住宅リフォームの設計・施工・監理、ＯＡ機器・ガス機器等のリース
- 京葉産業株式会社
  - オフィス用品全般（オフィスプランニング、オフィス用品、各種ユニフォーム、防災・防犯用品、ノベルティ・贈答品、フラワーギフト）
  - 建物総合管理（オフィス清掃、設備管理、環境衛生管理、植栽剪定）
  - 保険代理店（損害保険、生命保険）
  - 各種リース（社用車、オフィス機器）
- 新日本設備株式会社
  - ガス機器・住設機器の販売・取付・修理、住まいのリフォーム
  - ガス料金・ガス工事代金の収納代行、ガスの開閉栓に関する業務
  - 介護福祉用具のレンタル・販売、介護リフォーム
- 株式会社エス・シー・シー
  - スイミングクラブ事業（金田ワールドスイミングクラブ船橋の経営）
  - フィットネススタジオ事業（B-line！西白井店・ららぽーと柏の葉店の経営）
- ケージェイリビング株式会社
  - ガス機器・住宅設備機器の販売・取付・修理、リフォーム事業
  - ガス料金・ガス工事代金の収納代行、ガスの開閉栓に関する業務
  - 介護保険法に基づく居宅サービス事業・介護予防サービス事業
- 京葉プラントエンジニアリング株式会社
  - 産業プラントの計画・設計・調達・建設・保全業務
  - 土木工事、電気防食工事、情報通信工事
  - 造園緑化事業、バイオ関連事業、再生可能エネルギーによる発電事業、省エネルギー・水処理事業
- 京葉ガス情報システム株式会社
  - ネットワークを利用した情報処理・情報提供・情報通信サービス
  - ソフトウェアの開発・販売・コンサルティング
  - コンピュータ関連機器の販売・賃貸・管理など
- 株式会社ニューファミリー新聞社
  - 広告宣伝・イベント・出版印刷物・ホームページの企画・制作・運営
  - 広告業・広告代理業務
- 京葉ガス不動産株式会社
  - 建物の所有・賃貸借・管理、土地・建物の売買・仲介、売電事業（太陽光発電）
- 株式会社常陽リビング社
  - 地域生活情報紙「常陽リビング」の編集・発行（週刊）、グルメ情報誌「この店とまれ」の編集・発行
  - 広告業、出版事業、インターネット事業
  - 労働者派遣事業、職業紹介事業、カルチャー教室の主催・運営
- 株式会社ジェイ・エル工房
  - パンフレット・会社案内・ポスターなど各種広告制作、ホームページ・ビデオなどの制作
- 京葉ガスカスタマーサービス株式会社
  - ガスの受託検針・料金収納徴収業務など
  - コールセンターの運営、管理
  - チラシ・広告物の受託配布、ガス機器の紹介販売
  - マーケティングリサーチ、労働者派遣事業、職業紹介事業
- 株式会社アクセス
  - アエリアル事業（高所作業車・作業台の販売・点検・修理事業）
  - 介護事業（居宅介護支援事業、訪問介護事業、通所介護事業、訪問看護事業）

## スポーツ活動
- 柔道部の実業団チームを所有しており、世界レベルで活躍している。

過去中村和裕、大山峻護（大山利幸）、2012年ロンドンオリンピックに出場した上川大樹らが所属していた。
地元の青少年を対象に柔道教室を開催するなど、柔道を通じた社会貢献も積極的に行っている。

## 営業エリア
- 市川市の全域
- 松戸市の全域
- 鎌ケ谷市の全域
- 浦安市の全域
- 船橋市の大部分
- 柏市の大部分
- 白井市の一部
- 習志野市の一部
- 流山市の一部
- 我孫子市の一部

## マスコットキャラクター
マスコットキャラクターである「炎の妖精『がすたん』」は多くのイベントに参加し、幅広い年齢層から支持を受けている。

## 工場跡地の利用
- 2009年12月2日、市川南2丁目のガス製造工場跡地土壌からシアン39倍、ベンゼン34倍など有害物質が見つかったと京葉ガス自ら発表し、必要な措置もとるとした[7]。
- 2010年代は、概ね工場跡地の土壌汚染除去作業に終始。
- 2020年代に入って本格的に跡地の開発に着手。2024年1月11日、京葉ガスは工場跡地の開発事業エリアの愛称を「リーフシティ市川」と命名した[8]。